# 萨尔加迪纽
萨尔加迪纽是巴西帕拉伊巴州的一个市镇。总面积184.237平方公里，总人口2907人，人口密度15.8人/平方公里。